# Richard Burke (Friends)
Pour les articles homonymes, voir Richard Burke et Burke.
Richard Burke est un personnage secondaire de la série Friends, apparaissant dans 9 épisodes et interprété par Tom Selleck. Il est ophtalmologue. Divorcé de son épouse Barbara, il a deux enfants, Michelle et Timothy (interprété par Michael Vartan dans la série).
Le Dr. Richard Burke est un ami de Jack et Judy Geller, les parents de Ross et Monica. Fraîchement divorcé, il embauchera Monica en tant que cuisinière, le temps d'une réception qu'il organisera chez lui. C'est à la suite de cette soirée que les deux personnages se reverront et entameront une relation amoureuse par la suite.